# Лонгфорд
Лонгфорд (енгл. Longford, ир. Ceatharlach) је град у Републици Ирској, у средишњем делу државе. Град је у саставу истоименог округа округа Лонгфорд и представља његово седиште и највећи град.

## Природни услови
Град Лонгфорд се налази у средишњем делу ирског острва и Републике Ирске и припада покрајини Ленстер. Град је удаљен 120 километара северозападно од Даблина. 
Лонгфорд је смештен у равничарском подручју средишње Ирске. Кроз град протиче речица Камлин, која се али 6 километара западно од града улива у реку Шенон, најдужу у држави. Надморска висина средишњег дела града је 50 метара.
Клима: Клима у Лонгфорду је умерено континентална са изразитим утицајем Атлантика и Голфске струје. Стога град одликује блага и веома променљива клима.

## Историја
Подручје Лонгфорда било насељено већ у време праисторије. У раном средњем веку било је у поседу Викинга. Дато подручје је освојено од стране енглеских Нормана у крајем 12. века, али оно место било од већег значаја. Појава насеља везује се за основање манастира на датом месту, приближно 1400. године.
Током 16. и 17. века Лонгфорд је учествовао у бурним временима око борби за власт над Енглеском. Ово је оштетило градску привреду. Међутим, прави суноврат привреде града десио се средином 19. века у време ирске глади. Истовремено, град је био једно од средишта ирског народног препорода, темеља данашње ирске државе.
Лонгфорд је од 1921. године у саставу Републике Ирске. Опоравак града започео је тек последњих деценија, када је Лонгфорд поново забележио нагли развој и раст.

## Становништво
Према последњим проценама из 2011. године. Лонгфорд је имао око 8 хиљада становника у граду и око 12 хиљада у широј градској зони. Последњих година број становника у граду се повећава.

## Привреда
Лонгфорд је био традиционално занатско и трговачко средиште. Последњих деценија градска привреда се махом металној индустрији и индустрији прецизне механике. Важан послодавац у граду је затворска установа.

## Збирка слика
- Дворац Кариглес
- Протестантска Црква св. апостола Томе у Лонгфорду
- Канал у Лонгфорду